# みえチュー Weekend Navi
みえチュー Weekend Navi（みえチューウィークエンドナビ）は、三重エフエム放送（FM三重）が制作・放送していたラジオ番組である。

## 概要
毎週金曜日の午前10時から午前10時30分まで放送していた。ホンダカーズ三重中央の1社提供番組。同社の営業エリアであり、FM三重のリスナーの多い三重県内及び近隣の県のドライブスポットへホンダの乗用車に乗ってアナウンサーの西本亜裕子が出かける、という形式になっていた。放送期間は2007年（平成19年）4月6日から2008年（平成20年）3月28日の1年間であった。

## 放送リスト
| 放送日   | ドライブ先 （）は最初に訪問したスポット                   |
| -------- | --------------------------------------------------------- |
| 4月6日   | 三重県三重郡菰野町 （湯の山片岡温泉）                     |
| 4月13日  | 三重県四日市市 （富双・魚競り市）                         |
| 4月20日  | 三重県伊賀市 （伊賀の里モクモク手づくりファーム）         |
| 4月27日  | 三重県伊賀市 （伊賀焼の郷長谷園）                         |
| 5月4日   | 三重県多気郡大台町 （道の駅奥伊勢おおだい）               |
| 5月11日  | 三重県多気郡大台町 （奥伊勢フォレストピア）               |
| 5月18日  | 三重県志摩市 （伊勢志摩ゆりパーク）                       |
| 5月25日  | 三重県志摩市浜島町浜島 （海ほおずき）                     |
| 6月1日   | 三重県鈴鹿市 （西庄内町上野）                             |
| 6月8日   | 三重県津市 （津カントリークラブ）                         |
| 6月15日  | 三重県亀山市 （亀山サンシャインパーク）                   |
| 6月22日  | 三重県亀山市関町 （関宿）                                 |
| 6月29日  | 三重県伊勢市小俣町 （益屋本店）                           |
| 7月6日   | 三重県度会郡玉城町 （ふるさと味工房アグリ）               |
| 7月13日  | 三重県北牟婁郡紀北町紀伊長島区 （孫太郎オートキャンプ場） |
| 7月20日  | 三重県度会郡大紀町 （グリーンパーク大内山）               |
| 7月27日  | 愛知県知多郡南知多町 （豊浜・まるは食堂）                 |
| 8月3日   | 愛知県知多郡美浜町 （小野浦海岸・食と健康の館）           |
| 8月10日  | 三重県名張市 （青蓮寺湖観光村）                           |
| 8月17日  | 三重県名張市 （伊賀牛・森脇商店）                         |
| 8月24日  | 三重県鳥羽市 （海の博物館）                               |
| 8月31日  | 三重県鳥羽市 （相差町・海女小屋）                         |
| 9月7日   | 三重県松阪市 （みえこどもの城）                           |
| 9月14日  | 三重県松阪市 （松阪農業公園ベルファーム）                 |
| 9月21日  | 三重県三重郡菰野町 （パラミタミュージアム）               |
| 9月28日  | 三重県四日市市 （Cafe de Rouge）                          |
| 10月5日  | 三重県伊賀市 （青山高原・クレイン三重）                   |
| 10月12日 | 三重県伊賀市 （メナード青山リゾート）                     |
| 10月19日 | 三重県志摩市 （志摩パークゴルフ場）                       |
| 10月26日 | 三重県志摩市大王町 （ともやま公園）                       |
| 11月2日  | 三重県度会郡南伊勢町 （ないぜしぜん村）                   |
| 11月9日  | 三重県多気郡多気町 （五桂池ふるさと村）                   |
| 11月16日 | 三重県度会郡南伊勢町 （マリンパークくまの灘）             |
| 11月23日 | 三重県多気郡多気町 （元丈の館）                           |
| 11月30日 | 三重県津市 （榊原温泉・リゾートスパ白雲）                 |
| 12月7日  | 三重県津市 （津なぎさまちベイシスカ）                     |
| 12月21日 | 三重県四日市市 （御在所サービスエリア）                   |
| 12月28日 | 三重県多気郡明和町 （いつきのみや歴史体験館）             |

| 放送日  | ドライブ先 （）は最初に訪問したスポット                |
| ------- | ------------------------------------------------------ |
| 1月4日  | 三重県伊勢市 （河崎）                                  |
| 1月11日 | 三重県四日市市 （江戸前尚寿司）                        |
| 1月18日 | 岐阜県養老郡養老町 （養老温泉ゆせんの里）              |
| 1月25日 | 奈良県奈良市 （道の駅針テラス）                        |
| 2月1日  | 三重県津市 （大門商店街）                              |
| 2月8日  | 三重県北牟婁郡紀北町海山区 （白石湖）                  |
| 2月22日 | 三重県志摩市大王町 （ホテル近鉄 アクアヴィラ伊勢志摩） |
| 2月29日 | 三重県尾鷲市 （しお学舎）                              |
| 3月7日  | 三重県四日市市 （ばんこの里会館）                      |
| 3月14日 | 三重県四日市市 （四日市港ポートビル）                  |
| 3月21日 | 滋賀県大津市 （ブルーベリーフィールズ紀伊國屋）        |
| 3月28日 | 滋賀県甲賀市信楽町 （信楽焼・春の信楽アートな歩き方）  |